# ツカサ
株式会社ツカサ（英: TSUKASA Co.,Ltd.）は、横浜市旭区に本社を置く小売業者。

## 概要
1989年より、横浜市内に酒類・食品のディスカウントストア「酒のツカサ」（のちに「酒・食品のツカサ」と呼称）を展開、1992年には一号店の二俣川店が、1993年には二号店の三ツ沢店がそれぞれ酒類販売の単独店舗として全国1位の売り上げを計上した。
2006年には天然温泉を使用したスーパー銭湯「港北の湯」を開設した。
しかし、2021年9月に一号店の「酒・食品のツカサ 二俣川店」、2024年5月に二号店の「酒・食品のツカサ 三ツ沢店」が閉店し、さらに2025年6月1日を以って「酒・食品のツカサ港北インター店」および「港北の湯」が定期借地契約満了に伴い閉店することとなり、これによりツカサは全店舗が営業を終了している。
この他、2010年より飲食店としてそば屋の「つか蕎麦」を展開していたが、こちらも2024年9月までに全店舗が営業を終了している。一時期、子供用品専門店「ツカサキッズ」を展開していたが、この事業からもすでに撤退している。

## 店舗・運営施設

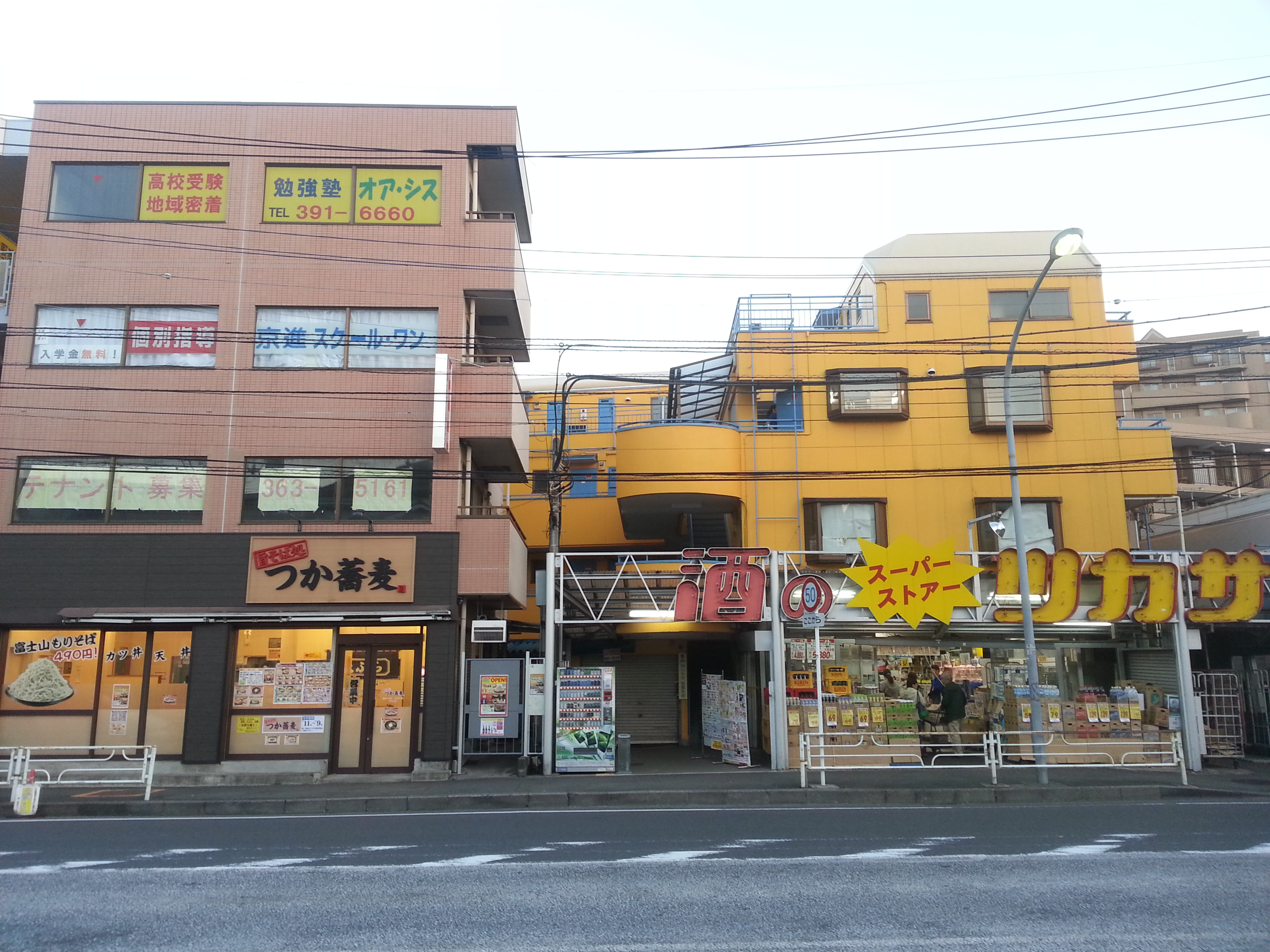
酒・食品のツカサ二俣川店と隣接営業していたつか蕎麦二俣川店（いずれも閉店済み）

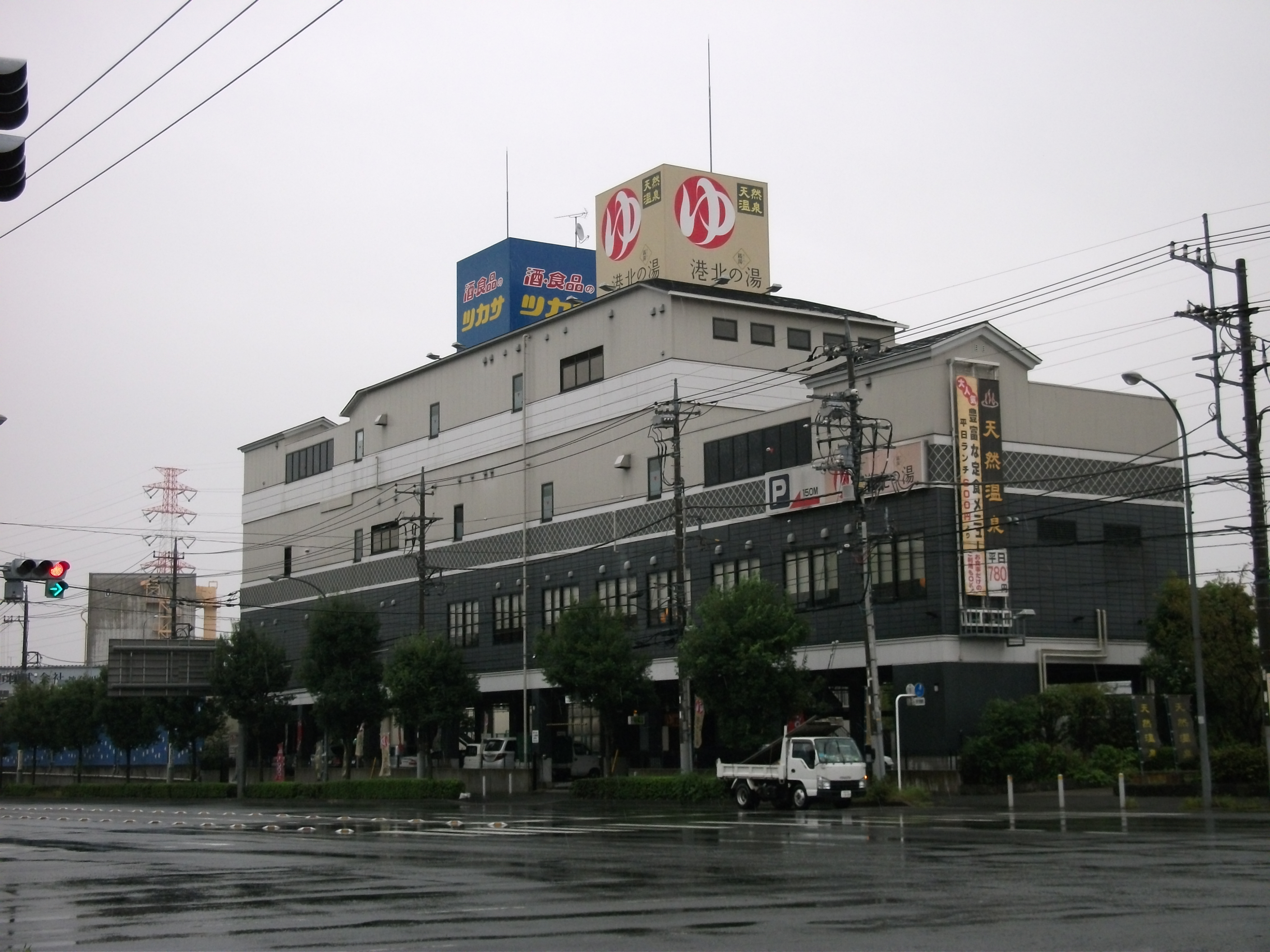
港北の湯 - 酒・食品のツカサ港北インター店に隣接（いずれも閉店済み）

### 酒・食品・文具
- 酒・食品のツカサ 二俣川店（一号店〈閉店〉・本社）
〒241-0823 神奈川県横浜市旭区善部町99番地
2021年9月20日に閉店し、32年の歴史に幕を閉じた。隣接する「旨そば処 つか蕎麦二俣川店」はその後も営業を継続していたが、3年後の2024年9月30日に閉店している。
- 酒・食品のツカサ 三ツ沢店（閉店）
〒221-0865 神奈川県横浜市神奈川区片倉2-60-1
建物2階の「旨そば処 つか蕎麦三ツ沢店」と共に2024年5月30日閉店[1]。
- 酒・食品のツカサ 港北インター店（閉店）
〒224-0043 神奈川県横浜市都筑区折本町297
定期借地契約満了に伴い隣接する「港北の湯」と共に2025年6月1日を以って閉店することとなった[2]が、商品が完売したため4日間前倒しして同年5月28日閉店（港北の湯は予定通り6月1日閉店）。
- スーパーコンビニツカサ 横浜西口南幸店（閉店）
〒220-0005 神奈川県横浜市西区南幸2-4-11アイシンビル1階
- 文具のツカサ 横浜西口鶴屋町店（閉店）
〒221-0835 神奈川県横浜市神奈川区鶴屋町3-30-1

### つか蕎麦
- 旨そば処 つか蕎麦二俣川店（閉店）
酒・食品のツカサ二俣川店に隣接
- 旨そば処 つか蕎麦三ツ沢店（閉店）
酒・食品のツカサ三ツ沢店と同じ建物の2階
- つか蕎麦 / 酒呑み処 つかさ（閉店）
スーパーコンビニツカサと同じビルの2階（横浜駅西口より徒歩10分）
昼は「つか蕎麦」、夜は「酒呑み処 つかさ」として営業していた。

### 天然温泉「港北の湯」
定期借地契約満了に伴い2025年6月1日閉店。なお、隣接する「酒・食品のツカサ 港北インター店」も同年5月28日に閉店している。
以下は営業していた当時の情報である。
所在地
〒224-0043 神奈川県横浜市都筑区折本町248（ツカサ港北インター店に隣接）
温泉の特徴
泉質：ナトリウム - 炭酸水素塩冷鉱泉
源泉温度：22.1℃
入浴料金
おとな（中学生以上）：870円（土日祝・特定日は100円割増）
こども（4歳以上）：420円（土日祝・特定日は50円割増）
営業時間
朝10時〜25時（最終受付：24時）

## 沿革
- 1989年6月 - アイシン貿易株式会社の出資により、株式会社ツカサ設立。翌7月に神奈川県内初の酒類のディスカウント店「酒のツカサ二俣川店」開店。同店は1992年に、酒類販売の単独店として全国1位の売上を記録した。
- 1992年12月 - 「酒のツカサ三ツ沢店」開店。同店は翌年、酒類販売の単独店として全国1位の売上を記録した。
- 1994年12月 - 「ツカサキッズ港北インター店」開店。
- 1998年2月 - 「文具のツカサ鶴屋町店」開店。
- 2006年11月 - ツカサキッズ港北インター店を業態変更し「酒・食品のツカサ港北インター店」開店。同店の隣接地にスーパー銭湯「港北の湯」開店。
- 2007年4月 - 港北の湯に天然温泉導入。
- 2010年4月 - 酒・食品のツカサ二俣川店隣接地に、旨そば処「つか蕎麦」（二俣川店）開店。
- 2012年4月 - 酒・食品のツカサ三ツ沢店隣接地に、旨そば処「つか蕎麦」（三ツ沢店）開店。
- 2013年3月 - スーパーコンビニツカサ横浜西口南幸店が入っているアイシンビルの2階に酒呑み処「つかさ」開店。
- 2025年6月 - 酒・食品のツカサ港北インター店および港北の湯が閉店し[2]、酒・食品のツカサは全店舗営業終了。